# Epigeneium stella-silvae
Epigeneium stella-silvae là một loài thực vật có hoa trong họ Lan. Loài này được (Loher & Kraenzl.) Summerh. mô tả khoa học đầu tiên năm 1957.